# XPTBH (航空機)
ホール XPTBH
飛行中のXPTBH-2
- 用途：雷撃機
- 分類：水上機
- 製造者：ホール・アルミニウム・エアクラフト
- 初飛行：1937年2月
- 生産数：1機
- 退役：1938年9月21日
- ユニットコスト：$30万9,000 USD[1]

ホール XPTBH（Hall XPTBH）は、1934年の新型爆撃/偵察機を求めた要求仕様に応じてホール・アルミニウム・エアクラフト（Hall Aluminum Aircraft Corporation）社からアメリカ海軍へ提示された双発の水上機である。広範囲にアルミニウムを使用した革新的な構造のXPTBHは試験飛行では成功をおさめたが、海軍には受け入れられなかった。量産契約は受注できず、1機のみ製作された機体が1938年のハリケーンで破壊されるまで実験機として使用された。

## 設計と開発
1934年遅くにアメリカ海軍の海軍航空局（Bureau of Aeronautics：BuAer）は、新しい偵察爆撃機と雷撃機の要求仕様を発行した。これに応じて8社合計10機種の応募があったが、この中で単葉機の複葉機の割合は半々であった。ホール社が応募した機体が唯一の水上機であり、試作機1機が1934年6月30日に評価用に海軍から発注された。XPTBH-1の名称が与えられたこの機体は、1922年から1962年まで適用されたアメリカ海軍機の命名規則下で3種類の任務を表す符号を与えられた唯一の航空機であった。
ホール社が選択した双フロートを持つ水上機という形式は、新しい雷撃機には駆逐艦で運用される海軍標準型の魚雷を搭載すべしという海軍側の要求に従ったものであった。指示に従ってXPTBH-1はライト R-1820 "サイクロン" 星形エンジンを搭載する予定であったが、ホール社の生産工場移転による設計作業の遅れにより契約履行が危うくなったことと想定される性能に疑問が出てきたために、機体は幾分小型で2基のプラット・アンド・ホイットニー R-1830 "ツインワスプ" 星形エンジンを搭載するように再設計されることとなった。この再設計により変更された機体は、XPTBH-2という名称を与えられた。
ホール社定番のアルミニウム製鋼管桁を使用し、胴体と主翼前縁はアルミニウムで覆われた一方で主翼のその他の部分と動翼は羽布張りであった。.30口径機関銃を搭載したホール社設計の動力銃座を機首に備えており、1930年代の標準としては本機の武装は充実したものであった。連装機関銃を装備した可動銃座が機体後方の背面と下面に設けられ、爆撃手が使用するように銃座の下の機首部は平面ガラス張りとなっていた。本機の装備する攻撃用兵器としては、Mk13航空魚雷か最大2,000ポンド (910 kg)までの爆弾があり、これらは機内の爆弾倉に収納された。双フロート式という降着装置の形式は、これらの兵器を投下することを可能としていた。

## 運用の歴史

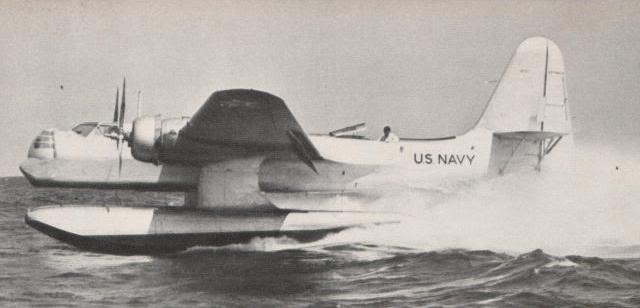
水上を滑走するXPTBH-2。

1937年1月30日に海軍に納入されたが、本機は同年の4月にホール社のブリストル工場で公式に披露された。初期の飛行試験は2月に始まり、テストパイロットのビル・マッカヴォイ（Bill McAvoy）により実施されたこの試験ではXPTBHはほとんど欠点が見つからず、唯一の顕著な問題はフロートの表面積の影響により引き起こされた横転力の不足（機体を横転させるエルロンの能力不足）であったが、この問題は方向舵の面積を増加させるという改良により解決された。水面上での機体の挙動特性は素晴らしいものであったが、試験期間中に表面化した唯一の不満点はXPTBH-2の上陸用降着装置で、これは最上の穏やかな波の状態以外では非常に使いづらいものあった。
XPTBH-2はほとんどの設計要求仕様に合致しており、飛行試験においては全般的に高評価であったが、最高速度と攻撃速度の点で契約条件要求には達しなかった。これに加えて米海軍は遠洋雷撃機を運用要件がある航空機としては考えておらず、水上からの運用に限定された水上機という形式が否定的要素とも考えられた。「三位一体」（"three-in-one"）任務をこなせるという本機に対して器用貧乏（jack of all trades）という見方がされて、各種任務専用に設計された機体の方が優れていると考えられた。量産の発注が出されなかったことでホール社は海軍の方針を非難した。
試験プログラムの終了後にXPTBH-2は、ニューポート (ロードアイランド州)にある海軍魚雷ステーションでの実験任務に使用され、航空魚雷の試験に参加したが、1938年9月21日のニューイングランド・ハリケーンによりXPTBH-2が破壊されるとニューポートでのこの試験は終了した。ホール社が設計した機体としてはXPTBH-2が最後となったが、同社は1940年にコンソリデーテッド・エアクラフト社に買収されるまで事業を継続した。

## 要目 (XPTBH-2)
出典: Wegg 1990, Trimble 2005, Boyne 2001
諸元
- 乗員: 4（操縦士、副操縦士/航法士/爆撃手、航空機関士/銃手、通信士/銃手）
- 全長: 17.04 m （55 ft 11 in）
- 全高: 7.34 m （24 ft 1 in）
- 翼幅: 24.18 m（79 ft 4 in）
- 翼面積: 76.9 m2 （828 ft2）
- 翼型: Clark YM[16]
- 空虚重量: 5,439 kg （11,992 lb）
- 運用時重量: 8,157 kg （17,983 lb）
- 動力: プラット・アンド・ホイットニー XR-1830-60 空冷 星型エンジン、600 kW （800 hp）   × 2Propellers: 3-bladed Curtiss constant-speed

性能
- 最大速度: 293 km/h （158 kn） 182 mph
- 巡航速度: 274 km/h （148 kn） 170 mph
- 航続距離: 1,369 km （739 nmi） 850 mi （魚雷搭載時）
- 実用上昇限度: 6,218 m （20,400 ft 8,157 kg（17,983 lb）の戦闘運用重量で）
- 上昇率: 5.3分 5,000 feet (1,500 m)まで
- 翼面荷重: 126 kg/m （25.8 lb/sq ft）

武装
- 固定武装: 2 × .30口径機関銃（機首銃塔、背面銃座）、1 × .30口径又は.50口径機関銃（機体下面銃座）
- 爆弾: 1 × Mk13航空魚雷か最大2,000ポンド (910 kg)までの爆弾

## 参照
脚注
1. ↑  応募された全ては、ブリュースター SBA、カーチス SBC、ダグラス TBD、グレート・レイクス XB2G、グレート・レイクス XTBG、グラマン XSBF、ホール XPTBH、ノースロップ BT（これは後にSBD ドーントレスとなった）、ヴォート SB2U、ヴォート XSB3U;[3]の各機種で、XPTBHの直接の競合機はXTBDとXTBGであった。[4]
2. ↑  海軍側の資料では受領日は1936年12月17日となっている。[11]
3. ↑  1929年に初飛行した複葉機のホール PH機の納入は1941年まで続けられた[15]。

出典
1. 1 2 3 4 5 6  Trimble 2005, p.14.
2. ↑  Dann 1996, p.20.
3. 1 2 3  Doll 1992, p.4.
4. 1 2  Windrow 1970, pp.28–29.
5. 1 2 3 4 5 6 7  Wegg 1990, p.115.
6. ↑  Swanborough and Bowers 1990, p.8.
7. ↑  Kelly and Riley 1997, p.35.
8. ↑  Boyne 2001, p.59.
9. 1 2 3 4 5 6 7 8 9 10 11 12 13 14  Boyne 2001, p.60.
10. ↑  Wagner 1960, p.335.
11. ↑  Van Fleet et al. 1985, p.90.
12. 1 2 3 4 5 6  Boyne 2001, p.61.
13. ↑  Trimble 1982, p.207.
14. ↑  Pattillo 2000, p.105.
15. ↑  Wegg 1990, p.113.
16. ↑  Lednicer 2010

参考文献
- Baugher, Joe (2009年10月5日). “US Navy and US Marine Corps BuNos, First Series (A6002 to 9999)”. US Navy and US Marine Corps Aircraft Serial Numbers and Bureau Numbers—1911 to Present. 2011年1月22日閲覧。
- Boyne, Walter J. (2001). The Best of Wings: Great Articles from Wings and Airpower Magazines. Dulles, VA: Brassey's. ISBN 1-57488-368-2
- Dann, Richard S. (1996). Grumman Biplane Fighters in action. Aircraft In Action. 150. Carrollton, TX: Squadron/Signal Publications. ISBN 0-89747-353-1
- Doll, Tom (1992). SB2U Vindicator in action. Aircraft In Action. 122. Carrollton, TX: Squadron/Signal Publications. ISBN 0-89747-274-8
- Kelly, Harold H.; William A. Riley (1997). Enlisted Naval Aviation Pilots: USN-USMC-USCG, 1916–1981. Paducah, KY: Turner Publishing. ISBN 978-1-56311-110-5 2011年1月22日閲覧。
- Lednicer, David (2010年). “The Incomplete Guide to Airfoil Usage”.   University of Illinois at Urbana-Champaign. 2010年11月27日閲覧。
- Pattillo, Donald M. (2000). Pushing the Envelope: The American Aircraft Industry. Ann Arbor, MI: University of Michigan Press. ISBN 978-0-472-08671-9 2011年1月22日閲覧。
- Swanborough, Gordon; Peter M. Bowers (1990). United States Navy Aircraft since 1911 (3rd ed.). London: Putnam. ISBN 978-0-87021-792-0
- Trimble, William F. (1982). High Frontier: A History of Aeronautics in Pennsylvania. Pittsburgh, PA: University of Pittsburgh Press. ISBN 0-8229-5340-4 2011年1月22日閲覧。
- Trimble, William F. (2005). Attack from the Sea: A History of the U.S. Navy's Seaplane Striking Force. Annapolis, MD: Naval Institute Press. ISBN 1-59114-878-2 2011年1月22日閲覧。
- Van Fleet, Clarke; Armstrong, William J.; E.R. Seymour, W.L. McDonald (1985). United States Naval Aviation 1910–1980. NAV AIR 00-80P-1. Washington, D.C.: Government Printing Office. ASIN B000QB7T3O 2011年1月22日閲覧。
- Wagner, Ray (1960). American Combat Planes (1st ed.). Garden City, NY: Hanover House. ASIN B0007DNHZK
- Wegg, John (1990). General Dynamics Aircraft and their Predecessors. London: Putnam. ISBN 0-85177-833-X
- Windrow, Martin (1970). Aircraft in Profile. 8. New York: Doubleday. ASIN B001IS060M 2011年1月22日閲覧。